# Nikolaj Bojkov
Nikolaj Pavlov Bojkov (bolgárul: Николай Павлов Бойков; 1968. január 26.–) bolgár író, költő, műfordító, számos magyar író művét ültette bolgárra.

## Élete és pályafutása
Vidinben végzett matematikai középiskolát, majd a Szófiai Ohridi Szent Kelemen Egyetemre vették fel informatika szakra. Később Magyarországon tanult egy szemesztert műszaki egyetemen, ezután két évet Szófiában magyar szakon, majd szintén magyar szakra iratkozott be a Debreceni Egyetemre, ahol 1994-ben diplomázott. 1998 és 2005 között magyar nyelvet oktatott a Szófiai Ohridi Szent Kelemen Egyetemen.

## Munkái

### Verseskötetek
- Метафизики (Metafiziki), Свободно поетическо общество, 2000
- Стихотворения с биография (Sztihotvorenija sz biografija), Жанет 45, 2003
- Ояснен в любов (Ojasznen v ljubov), magánkiadás, 2005
- 101 посвещения (101 poszvestenija),  Small stations press, 2019

### Próza
- Писма до Петър (Piszma do Petar), Жанет 45, 2006
- Книгата на живота (Knigata na zsivota), Сиела, 2010

### Fordításai
Válogatott fordításai:
- Esterházy Péter: Погледът на графиня Хан-Хан. (Hahn-Hahn grófnő pillantása), 2000
- Szijj Ferenc: Кула-кора. (Kéregtorony), 2002
- Borbély Szilárd: Вместо което да. (Ami helyett), 2002
- Nádas Péter: Собствена смърт. (Saját halál), 2011
- Kertész Imre: Английското знаме. (Az angol lobogó), 2011
- Örkény István: Едноминутни новели. (Válogatott egyperces novellák), 2012

Ezen kívül fordított műveket többek között a következő magyar íróktól és költőktől:  Gerevich András, Gion Nándor, Németh Gábor, Garaczi László, Villányi László, Bartis Attila, Békés Pál, Lackfi János, Pilinszky János, Darvasi László, Jónás Tamás, Petri György, Szabó Lőrinc, Kiss Ottó, Hazai Attila.